# コープオリンピア

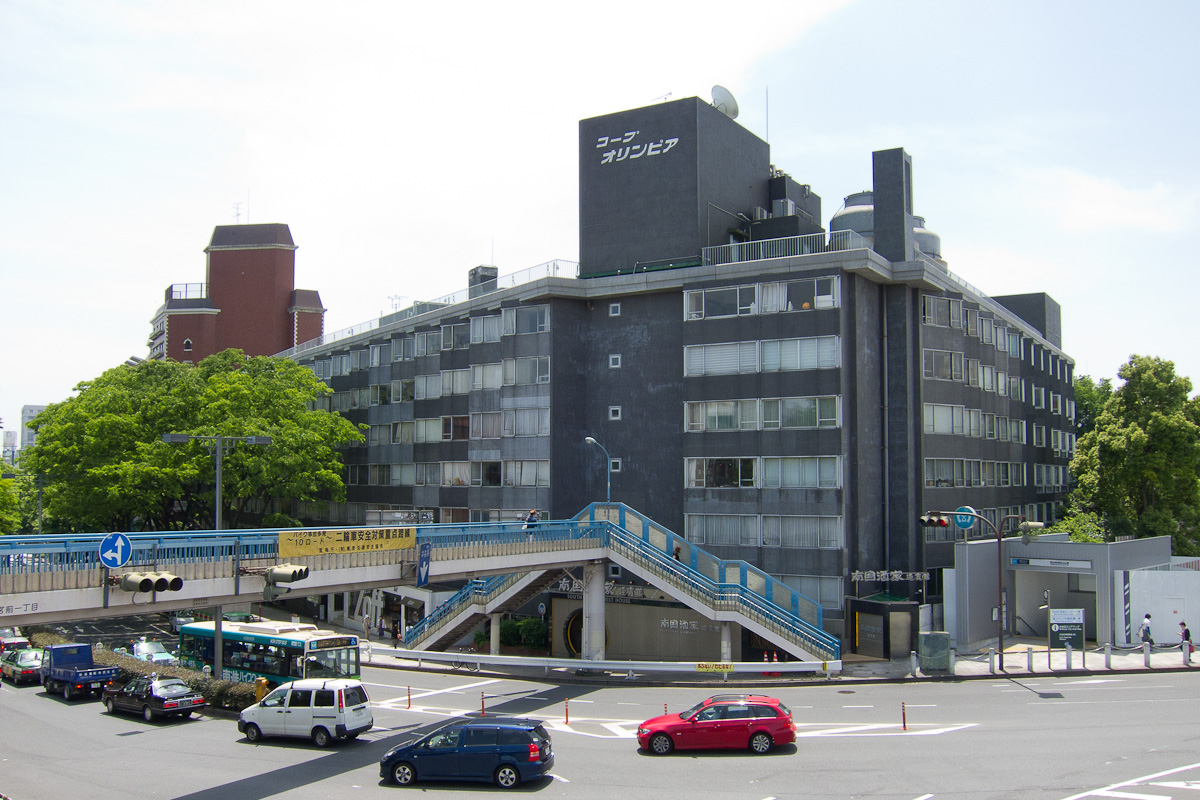
コープオリンピア（2010年）
歩道橋は2014年1月に撤去された

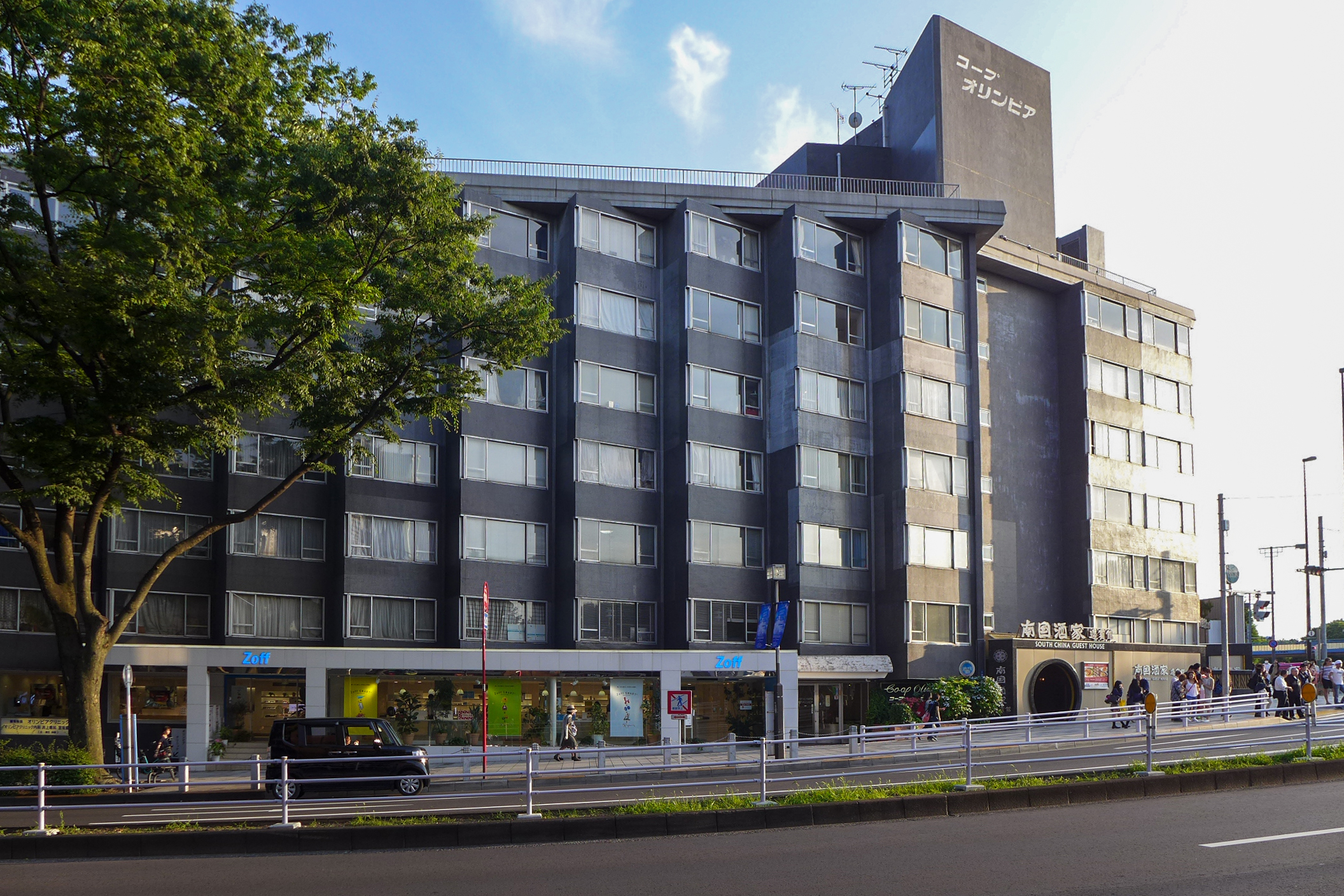
コープオリンピア（2015年）

コープオリンピア（Co-op Olympia）は、東京都渋谷区神宮前（いわゆる表参道）6丁目に建つ共同住宅である。
明治神宮および代々木公園、原宿駅の至近にあって、黎明期における「高級マンション」の代表例として知られるほか、1965年（昭和40年）当時の分譲価格が最高で1億円を突破したことから、いわゆる「億ション」の第一号でもある。

## 概要
竣工時からエレベーターや空調設備を完備するとともに、ホテルのようなフロントサービスを導入、当時考えられる技術・サービスとして最高水準のものを備えた、日本における「高級マンション」の元祖のひとつとされる。売主は東京コープ株式会社で、1965年（昭和40年）当時の分譲価格は3,000万円から1億円超であった。
完成は1965年（昭和40年）3月であり、名称の「オリンピア」は、その前年に近隣の代々木体育館などを会場に開催された1964年東京オリンピックに因む。所在地住所はかつて渋谷区穏田三丁目で、コープオリンピアが完成した1965年3月の住居表示施行によって現在の渋谷区神宮前6丁目に変わった。

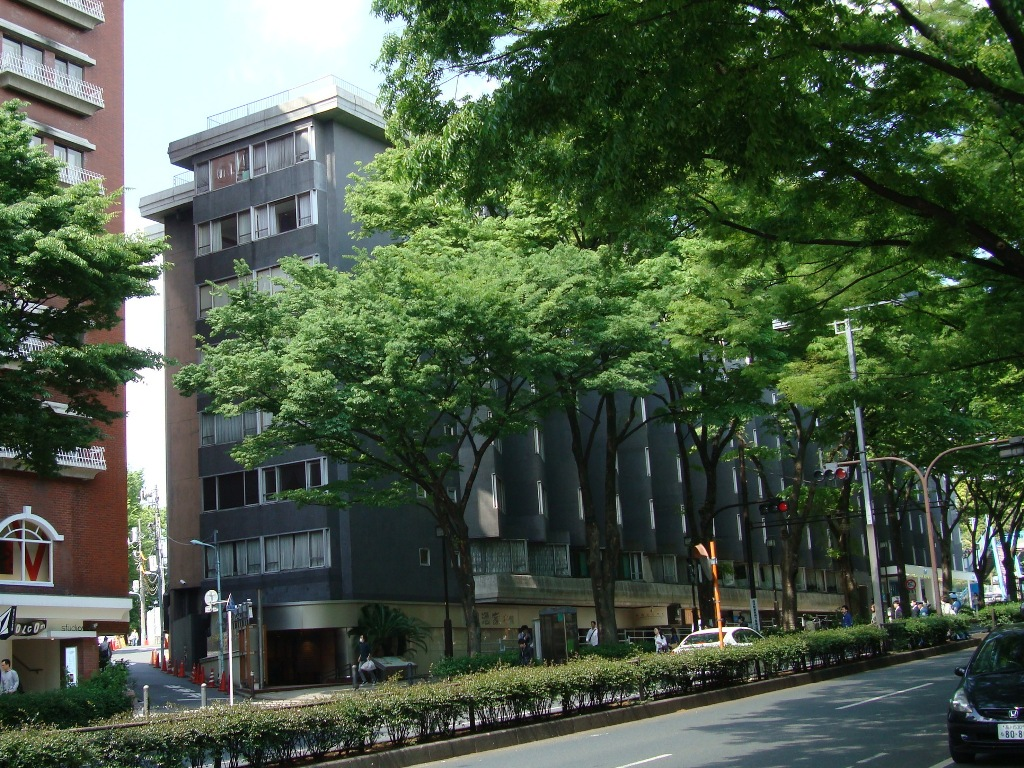
コープオリンピア

明治神宮・原宿駅のある台地上から明治通り・神宮前交差点に下る坂道に沿って建設されている建物は地上８階、地下１階建てで、延べ床面積は23,239平米である。住戸数は164戸で、各戸の占有面積は28.215平米（平均79平米）、各階中廊下式のユニークな住戸ユニットが採用されており、メゾネット形式の活用によって、1ユニット9坪の区画が上下・左右・南北など様々に組み合わされ、多様な広さ、形式の住戸を実現している。また、坂道を生かして、機械室や商業施設は地下や1階にもぐりこませてある。敷地面積は約4,100平米。需要層としては会社重役、自営業者、自由業、高額所得者、親譲りの財産所有者が主な購入者であり、そのうちの大半が自家用車を所有していたことが挙げられる。
設計は清水建設によるもので、（1）並木道との調和を図って緑が映える外観とすること、（2）レストランや美容院など商業施設を併設し、建物自体に都市としての機能を盛り込むこと、（3）海外滞在経験などもある富裕層を満足させられる設備・仕様とすること、などを意図して設計された。
実際の建物の外観は暗色のタイルと銀色のアルミサッシという落ち着いた色合いで、街路樹（欅）の緑を引き立たせている。設備も当時としては画期的で、セントラル方式による全館24時間冷暖房、エレベーター4基、居住者専用の駐車場（約60台分）、さらに屋上には建築家、ル・コルビュジエによる集合住宅、ユニテ・ダビタシオンを模して、周囲を一望できるプールが設けられた。また、高級マンションの先駆けとして、24時間体制のフロントサービスを採用、内廊下には赤絨毯が敷かれ、分譲時には購入者が水周りの器具、カーペットや壁紙の色や模様などを選択でき、特別注文も可能だったという。
新築分譲時には、最高価格である1億円の住戸のひとつを当時人気だった女優・京マチ子が購入したことでも話題となった。
コープオリンピアは表参道でも最も原宿駅に近接した位置にある高級マンションとして知られ、後年になってもいわゆる「ヴィンテージ・マンション」として、中古住宅市場では築年数に比して高値での売買が行われている。

## 建替え計画
当初、コープオリンピアの管理は分譲会社である東京コープによって行われていた。しかし、居住者からその運営方式に疑義が呈されると東京コープは管理権を放棄。その後、一貫して住民らによる組織「コープオリンピア管理組合」による管理が行われている。
管理組合は築40年以上が経過した頃、外壁・排水管の経年劣化、耐震性への不安などから大規模修繕の検討を始めた。しかし莫大な費用がかかることから、組合員の間では建替えを検討すべきとの声が高まった。
そして第41回総会（2006年2月）で「再建検討委員会」を設立し、再建コンサルタントとして１社を選任。第43回総会（2008年2月）で大手不動産・ゼネコン連合グループを優先交渉グループとして選任した。大手不動産・ゼネコン連合グループにより策定された建替え案は、隣接する時間貸し駐車場の約120坪とコープオリンピアの敷地を併せた約1,362坪に、総合設計で610%の容積比率（地下4階 地上14階）のビルを建設するもので、組合員への約束還元率は85%だった。
2009年4月に開かれた臨時総会の建替え決議では、前集計の時点で組合員数の90%以上が賛成するものの議決権では賛成議決権数が５分の４未満であることが判明。そのため建替え決議を執らず継続審議にすることを選択し、その後も管理組合は再建に向けた議論を数十回以上重ねた。しかし2010年12月、大手不動産・ゼネコン連合グループが事業協力を白紙に戻す文書を提出、管理組合はこれを受理した。
以降、管理組合は以下のような共同開発、大規模修繕、地区開発を検討している。
▼2015年 「西側隣地購入者との共同開発」

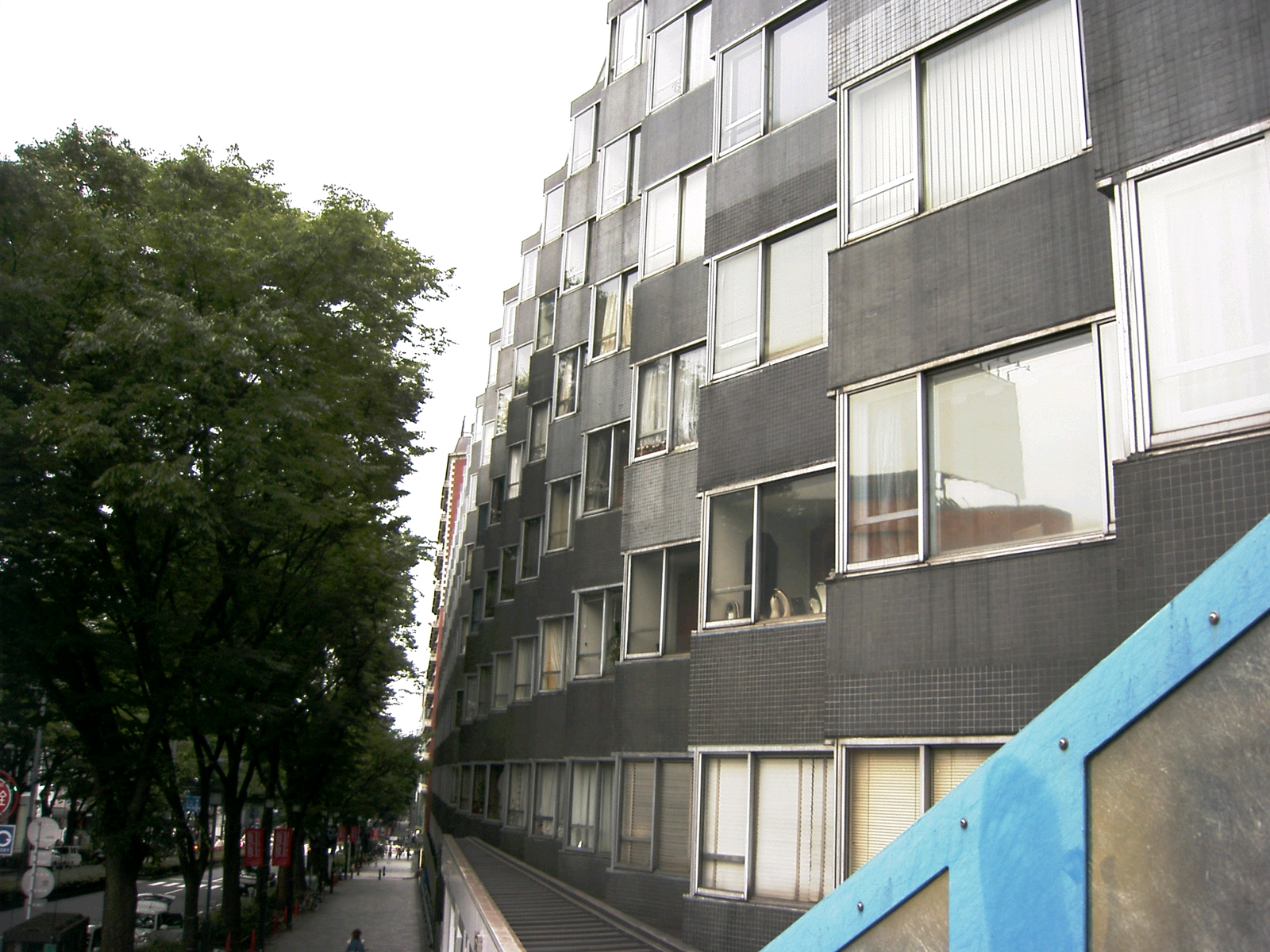
コープオリンピア（2007年）

この共同開発は、表参道に面した敷地のほとんどを西側隣地購入者の店舗、住宅は裏地に分割建設する計画であり、財産価値的公平性に欠けることから却下された。
▼2016年 「大規模修繕計画」
大規模修繕計画は、多額の自己負担（総額40〜60億円、１ユニットあたりの概算で約1,000万円）が発生することに加え、耐震改修には専有部分の柱・梁の補強が必要であり、法的に区分所有者全員の同意を要することから非現実案とされた。
（注記：コープオリンピアは施工当初、１ユニット（27.54㎡）を上下左右 自由に組み合わせることでオーダーメイドの間取りを実現できるという特性があった。そのため１ユニット単位で各部屋の広さが概ね決められている。ユニットは、コープオリンピアの住民の間では「スパン」とも呼ばれている。）
▼2017年 「広域開発（原宿駅前神宮前６丁目再開発）」
渋谷区長の呼びかけで、コープオリンピアの南街区を含めた広域での再開発計画を検討するが、近隣マンションが本広域開発に不参加を表明。当初、広域開発に参加していた別のマンションはその敷地を大手不動産会社に売却し、不動産会社が単独開発を行うとしたため広域開発は頓挫した。

## 商業テナント

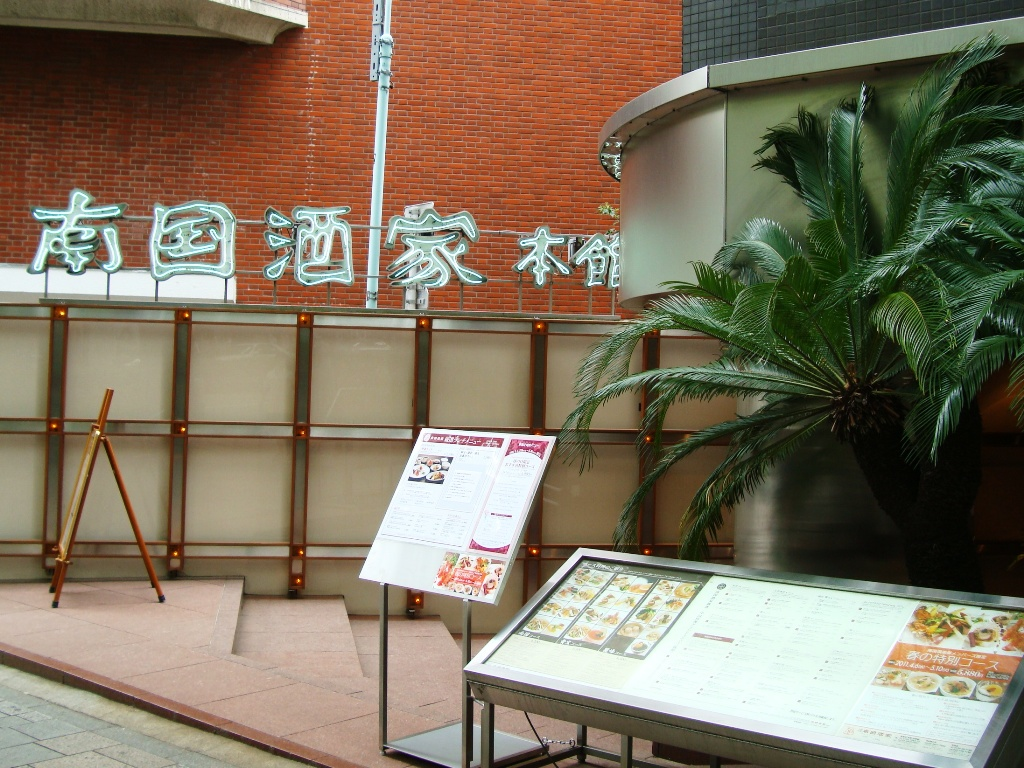
南国酒家 原宿店本館
（コープオリンピア）

日本の高級マンションには珍しく、コープオリンピアでは通りに面した地下1階から2階の一部には店舗用のスペースが用意されている。店舗区画は全17区画であり、2011年（平成23年）末現在の主なテナントには中華料理店の南国酒家や、眼鏡店のzoffなどがある。
このうち南国酒家は、コープオリンピアが竣工した1965年（昭和40年）3月から現在の原宿店を営業している。

## 所在地
コープオリンピアの所在地には、かつて「大礼会館」という施設があった。大礼会館は木造2階建ての大きな建物で結婚式場などとしても使われており、戦前の経済学者・上田貞次郎の日記にも、1935年（昭和10年）11月、原宿・大礼会館で行われた兄の次女の結婚式に出席したことが記されている。大礼会館は、大東亜戦争末期の1945年（昭和20年）5月23日、アメリカ軍による空襲を受けて焼失した。
また、コープオリンピアの東側隣接地、山手線との間には、バブル期には「世界一の富豪」ともいわれた実業家・堤義明が率いるデベロッパー・国土計画の本社ビルがあったが、同社の清算に伴って2006年（平成18年）に解体された。